# معركة الخالدية (2016)
معركة الخالدية أو عملية تحرير جزيرة الخالدية وهي عملية عسكرية بدأت في شهر أغسطس من العام 2016 وذلك لتحرير جزيرة الخالدية شمال شرق الرمادي من سيطرة تنظيم الدولة الإسلامية داعش والتي كانت السبب الرئيسي في سقوط الرمادي فضلا عن وجود أكثر من 1،000 مقاتل من التنظيم في الجزيرة.

## خلفية
أنطلقت عملية تحرير جزيرة الخالدية في 1 أغسطس 2016 حيث تعد جزيرة الخالدية معقلا سابقا لتنظيم القاعدة حتى عام 2006 سيطر عليها تنظيم داعش منتصف عام 2014 كانت المنطقة المسؤولة عن أغلب العمليات الإرهابية والسبب الرئيسي في سقوط الرمادي كما يوجد طريق دولي بين سوريا والعراق.

## العملية
بدات العمليات بقيادة القوات العراقية المشتركة والتي تشمل القوات الخاصة والشرطة الاتحادية والحشد الشعبي بدعم من القوة الجوية العراقية وطيران الجيش وقصف من قبل التحالف الدولي والقوة المدفعية أما تنظيم الدولة الإسلامية (داعش) فيقدر عدد مقاتليه بأكثر من ألف مقاتل يتكونون من جنسيات مختلفة كما أعتمد التنظيم على حفر الأنفاق والخنادق وزرع العبوات الناسفة فضلا عن كثافة الأشجار في المنطقة العملية بدأت من ثلاث محاور مختلفة حيث تم فرض حصار كبير على التنظيم وقد أستمرت العملية أكثر من 20 يوم من المعارك المحتدمة.

## نتائج العملية
كان من نتائج العملية العسكرية في جزيرة الخالدية هي مقتل أكثر من 1,000 عنصر من داعش بحسب تصريح قائد الحشد الشعبي هادي العامري من جهته قدر علي داود رئيس مجلس قضاء الخالدية عدد قتلى داعش مابين 700 إلى 800 قتيل وقد كانت جزيرة الخالدية مقر قيادة التنظيم.
- تأمين الطريق الدولي
- تحرير جزيرة الخالدية
- تأمين مدينة الرمادي
- تأمين مدينة الفلوجة
- مقتل 1،000 عنصر من التنظيم